# Григорук Євген Максимович
Євген Максимович Григорук (нар. 25 грудня 1898 (6 січня 1899), Троянка — 24 жовтня 1922, Ялта) — український поет, журналіст, один з організаторів видавничої справи в Радянській Україні та в РРФСР.

## Біографія
Народився 25 грудня 1898 (6 січня 1899 за григоріанським календарем) року в селі Троянці, Балтського повіту, Подільської губернії (тепер Голованівського району Кіровоградської області) в родині сільського писаря. 
Рано залишившись сиротою, початкову освіту опанував з допомогою дядька — у Полянецькій церковно-приходській школі. В 1916 році закінчив вищепочаткове училище в повітовому місті Балта, потім навчався в учительському інституті в Феодосії.
В 1918 році вступив до РСДРП (б). Брав активну участь у громадянській війні в Україні. Після закінчення громадянської війни працював завідувачем наросвітою в Умані, секретарем Київського губкому КП(б)У, головою крайової філії Державного видавництва України. У 1920 році в Києві організував видання першої підпільної газети українською мовою «Червона правда» (попередниця «Київської правди»). В травні 1921 року був переведений до Харкова на посаду члена колегії Всеукрвидаву. У 1921–1922 роках був на керівній видавничій роботі в Москві.
В 1922 році, будучи важко хворим на туберкульоз, переїхав до Ялти, де і помер 24 жовтня 1922 року. Похований на Полікурівському меморіалі.

## Творчість
Друкуватися почав 1919 року. Літературна спадщина складається з трохи більше двадцяти українських поезій і півтора десятка творів російською мовою. Перша книга віршів «Звідкіль пішли бандити» вийшла у 1921 році.
Є автором одного з варіантів перекладу «Інтернаціоналу» на українську мову.